# داگلاس ایکس‌بی-۴۲ میکس‌مستر
داگلاس ایکس‌بی-۴۲ میکس‌مستر (به انگلیسی: Douglas XB-42 Mixmaster) یک هواپیمای ساختِ کارخانهٔ شرکت هواپیماسازی داگلاس در کشور ایالات متحده آمریکا است. نخستین استفاده‌کنندهٔ این هواپیما نیروی هوایی ارتش ایالات متحده آمریکا بوده‌است. این هواپیما برای نخستین بار در ۶ مه ۱۹۴۴ میلادی مورد استفاده قرار گرفت.